# Tela (Honduras)
Tela è un comune dell'Honduras facente parte del dipartimento di Atlántida.
Tela fu il primo insediamento fondato il 3 maggio 1524, con il nome "Triunfo de La Cruz" dal conquistatore spagnolo Cristóbal de Olid. Il comune è stato istituito il 1º giugno 1876.